# JCE Movies Limited
JCE Movies Limited (Traditioneel Chinees: 成龍英皇影業有限公司) is een Hongkongse filmproductiemaatschappij, opgericht in 2004 als tak van de Emperor Motion Picture Group, die zelf weer deel uitmaakt van de Emperor Multimedia Group (EMG).
Het bedrijf is opgericht door acteur/filmregisseur Jackie Chan en de voorzitter van EMG, Albert Yeung. De volledige titel van het bedrijf luidt Jackie Chan Emperor Movies Limited. Het bedrijf wordt soms ook aangeduid als JCE Entertainment Ltd.
JCE was vanaf de oprichting bedoeld als studio voor de distributie van Jackie Chans binnenlandse films. JCE richt zich echter ook op andere Oost-Aziatische films, met name die van Hongkong.
Tot dusver heeft het bedrijf negen films uitgebracht, waaronder vier van Jackie Chan: New Police Story (2004), The Myth (2005) en Rob-B-Hood (2006).

## Films
- Enter the Phoenix (2004)
- New Police Story (2004)
- House of Fury (2005)
- The Myth (2005)
- Rice Rhapsody (2005)
- Everlasting Regret alias Song of Everlasting Regrets (2005)
- Rob-B-Hood (2006)
- Run Papa Run (2008)
- Shinjuku Incident (2009)[bron?]

- Het bedrijf distribueert ook het videospel Shenmue Online van Sega.

## Geplande films
- Little Big Soldier (2010)[2][3]